# 张荣 (1934年)
张荣（1934年3月—2001年12月17日），苗族，云南彝良人，中华人民共和国政治人物。第七、第八届全国人大代表。

## 生平
1951年9月，参加工作。1953年8月，加入中国共产党。1954年至1966年，历任昭通县酒渔营业所主任、彝良县支行副行长、彝良县委统战部副部长、彝良县龙街公社党委书记、彝良财办副主任、彝良县副县长、昭通县副县长等职。“文革”中受到冲击，1978年平反，先后出任昭通地区民族事务委员会副主任、主任兼党组书记，云南省民族事务委员会委员等职。1989年12月，任昭通地区人大工委副主任。1998年2月退休。
张荣致力于研究苗族历史、文化，是云南省民族理论研究会理事，云南省苗族古籍规划、出版领导小组副组长，《中国苗族文学》丛书顾问。